# 京秀高速动车组列车

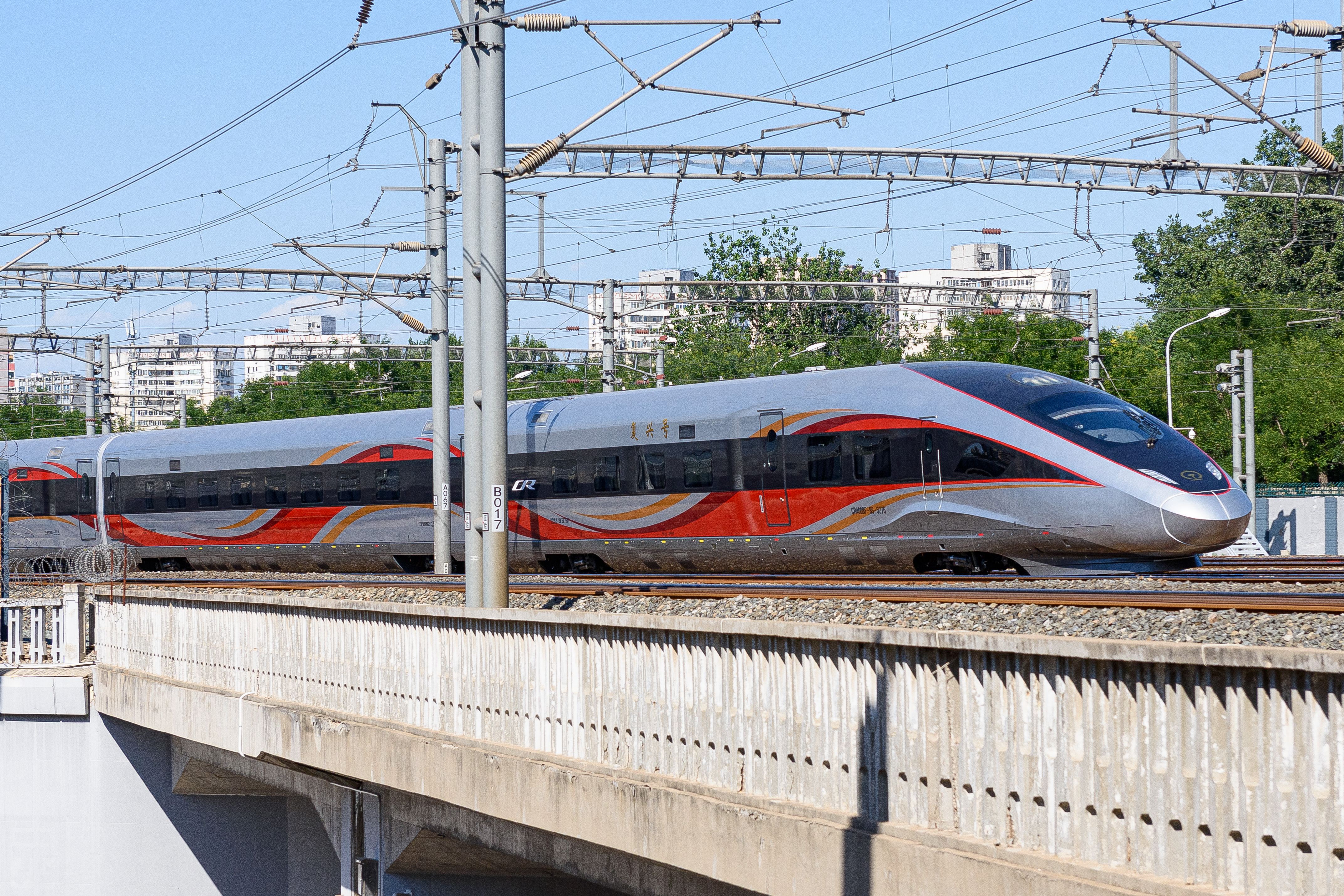
短暂改用CR400BF-BS的G151次列车驶出北京南站（2024年6月）

京秀高速动车组列车是中国铁路运行于首都北京市北京南站至浙江省嘉兴市嘉兴南站间的高速动车组列车，自2019年7月10日起开行，由上海局集团上海客运段担任客运乘务，列车全程运行1402公里，途经北京市、河北省、天津市、山东省、江苏省、安徽省、上海市、浙江省五省三市。其中北京南站至嘉兴南站运行7小时5分，使用车次为G151次；嘉兴南站至北京南站运行6小时43分，使用车次为G108次。

## 历史

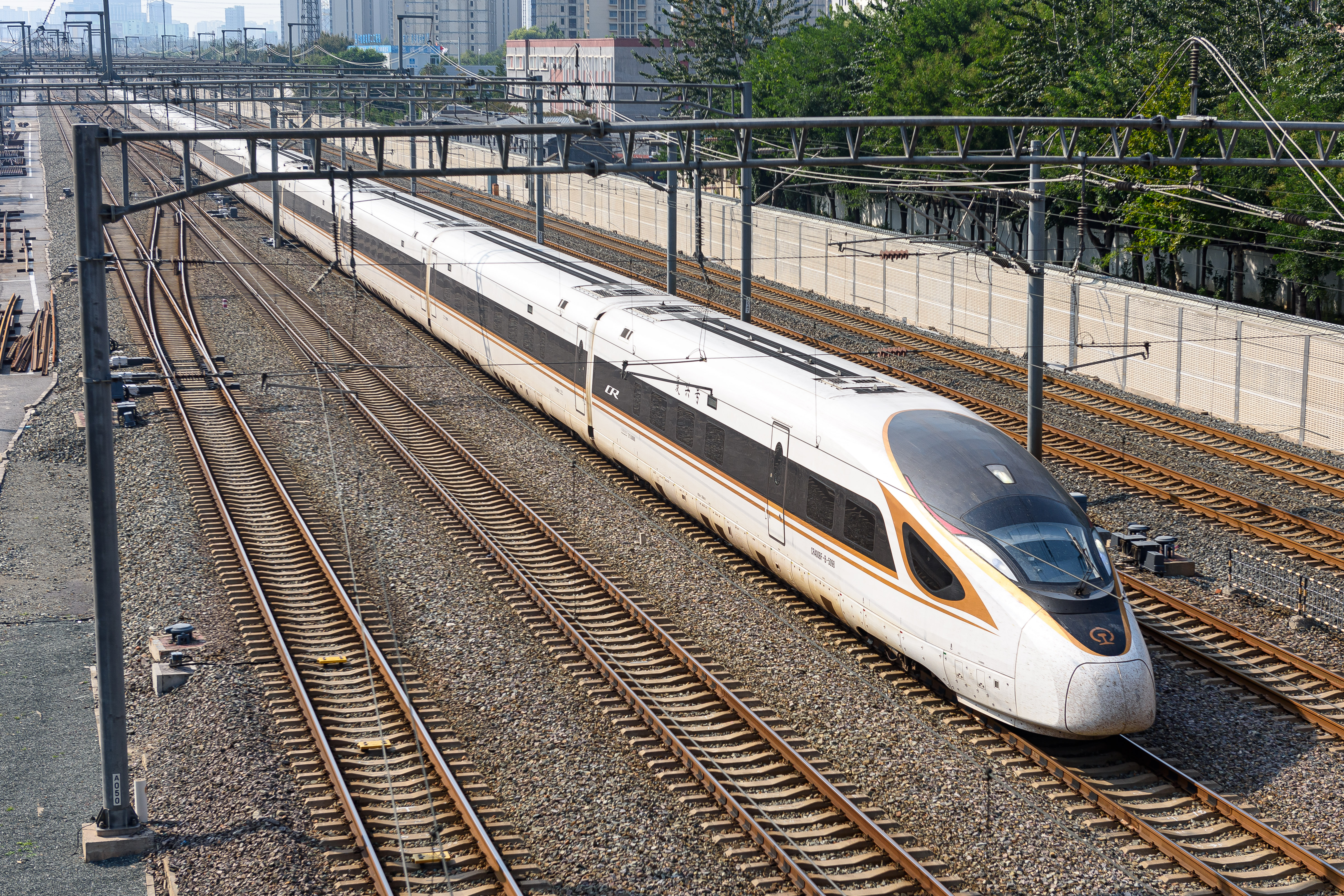
G108次列车接近北京南站（2023年10月）

2019年7月10日，原北京南~上海虹桥G155/110次列车延长至嘉兴南站始发终到。
2021年6月25日，配合京沪高铁运行图重排，本对列车车次改为G151/108次。

## 使用列车
G151/108次列车使用配属上海局集团上海虹桥动车运用所的CR400BF-B。

## 事件
2021年10月28日下午，G108次列车一名乘务人员被认定新冠肺炎确诊病例的密切接触者。列车行程因此中断，停靠沧州西站后，该名乘务员及133名次密接人员被转运至集中隔离点进行医学观察。